# Tro-Bro Léon 2016
La Tro-Bro Léon 2016, trentatreesima edizione della corsa e valevole come evento dell'UCI Europe Tour 2016 categoria 1.1 e come ottava prova della Coppa di Francia, si svolse il 17 aprile 2016 su un percorso di 203,3 km, con partenza e arrivo a Lannilis, in Francia. La vittoria fu appannaggio del danese Martin Mortensen, che completò il percorso in 4h50'36", alla media di 41,97 km/h, precedendo il britannico Peter Williams e il francese Florian Vachon.
Sul traguardo di Lannilis 64 ciclisti, su 133 partenti, portarono a termine la competizione.

## Squadre e corridori partecipanti
| N.    | Cod. | Squadra                      |
| ----- | ---- | ---------------------------- |
| 1-8   | FDJ  | FDJ                          |
| 11-18 | ALM  | AG2R La Mondiale             |
| 21-28 | COF  | Cofidis, Solutions Crédits   |
| 31-38 | DMP  | Delko-Marseille Provence-KTM |
| 41-48 | DEN  | Direct Énergie               |
| 51-58 | FVC  | Fortuneo-Vital Concept       |
| 63-68 | ONE  | ONE Pro Cycling              |
| 71-77 | ROT  | Team Roth                    |
| 81-87 | WGG  | Wanty-Groupe Gobert          |

| N.      | Cod. | Squadra                          |
| ------- | ---- | -------------------------------- |
| 91-98   | ADT  | Armée de Terre                   |
| 101-108 | CAT  | Cycling Academy Team             |
| 111-115 | EUS  | Euskadi Basque Country-Murias    |
| 121-128 | AUB  | HP BTP-Auber 93                  |
| 131-138 | RLM  | Roubaix-Lille Métropole          |
| 141-148 | TKG  | Team Kuota-Lotto                 |
| 151-157 | MMM  | Team 3M                          |
| 161-168 | WBC  | Wallonie Bruxelles-Group Protect |
| 171-178 | CRV  | Crelan-Vastgoedservice           |

## Ordine d'arrivo (Top 10)
| Pos. | Corridore           | Squadra       | Tempo    |
| ---- | ------------------- | ------------- | -------- |
| 1    | Martin Mortensen    | ONE           | 4h50'36" |
| 2    | Peter Williams      | ONE           | s.t.     |
| 3    | Florian Vachon      | Fortuneo      | s.t.     |
| 4    | Laurent Pichon      | FDJ           | s.t.     |
| 5    | Johan Le Bon        | FDJ           | s.t.     |
| 6    | Yohann Gène         | Direct Énerg. | a 4"     |
| 7    | Baptiste Planckaert | Wallonie      | a 17"    |
| 8    | Dimitri Claeys      | Wanty         | s.t.     |
| 9    | Mihkel Räim         | C. Academy    | s.t.     |
| 10   | Sébastien Minard    | AG2R          | a 20"    |